# Ingela Olsson
Ingela Olsson, född 28 februari 1958 i Nybro, Småland, är en svensk skådespelare.

## Biografi
Olsson blev intresserad av skådespeleri efter en kurs hos Arbetarnas bildningsförbund i Kalmar. Som artonåring reste Olsson till Paris och inspirerades av teateratmosfären vid Théâtre du Soleil och andra institutioner. När hon kom tillbaka till Sverige var hon med och bildade Teater Sargasso i Stockholm 1980 tillsammans med bland andra Rickard Günther. Gruppen bedrev sin verksamhet kollektivt och skådespelarna regisserade varandra. Man bjöd även in representanter från andra institutioner som Odinteatret i Oslo inspirerad av Jerzy Grotowski. När Sargasso lades ner frilansade hon bland annat vid Pistolteatern innan hon återförenades med Rickard Günther 1989 vid Teater Galeasen. Där fick hon uppmärksamhet för bland annat uppsättningar som Fassbinders Änglar eller Soporna, staden och döden (1995) och Solitärer (1996). Hon har gästspelat på Stockholms stadsteater, Parkteatern, Orionteatern och radioteatern.
På Dramaten spelade hon 2005 Kristin i Thommy Berggrens uppsättning av Fröken Julie mot Maria Bonnevie (Julie) och Mikael Persbrandt (Jean). Hon har även haft ett nära samarbete med Sara Stridsberg på den kungliga scenen. 2006 spelade hon huvudrollen i Stridsbergs Valerie Solanas ska bli president i Amerika och 2009 regisserade hon hennes Medealand. Hösten 2012 spelade hon drottning Kristina i urpremiären av Stridsbergs pjäs Dissekering av ett snöfall, som är skriven direkt för Olsson. 2011 gjorde hon Joan Didions monolog Ett år av magiskt tänkande på Galeasen. Sedan 2012 tillhör hon Dramatens fasta ensemble.
Olsson har också gjort en del tv-roller som exempelvis sjuksköterska med bakgrund i det forna DDR i flera avsnitt av Rederiet (1993), läkare i Järnvägshotellet (2003), sarkastisk sjuksyster i C/o Segemyhr (2003) och jordnära vardaglig roll som fostermor i TV-serien En ö i havet (2003). 2008 sågs hon som Selma Lagerlöfs väninna Valborg Olander i Selma. Hon filmdebuterade 1989 i Annika Silkebergs Ömheten.
Olsson nominerades till en Guldbagge i kategorin bästa kvinnliga biroll för sin tolkning som Inger i Så som i himmelen 2004. 

## Filmografi i urval
- 1989 – Ömheten
- 1993 – Rederiet (TV-serie)
- 1996 – Lögn
- 1997 – Emma åklagare (TV-serie) (gästroll)
- 1997 – Min vän shejken i Stureby (TV-serie)
- 1998 – Kvinnan i det låsta rummet (TV-serie)
- 2000 – Dubbel-8
- 2000 – Skärgårdsdoktorn (TV-serie) (gästroll)
- 2001 – Hans och hennes
- 2001 – Beck - Hämndens pris
- 2002 –  Skeppsholmen_(TV-serie) (TV-serie) (gästroll)
- 2002 – Askungen II - Drömmen slår in (röst)
- 2003 – Järnvägshotellet (TV-serie)
- 2003 – Detaljer
- 2003 – En ö i havet (TV-serie)
- 2003 – C/o Segemyhr (TV-serie)
- 2004 – Så som i himmelen
- 2007 – August (TV-serie)
- 2008 – En låda full av minnen
- 2008 – Selma (TV-serie)
- 2009 – Så olika
- 2013 – Den som söker
- 2014 – Tommy
- 2016 – Fröken Frimans krig
- 2016 – Maria Wern - Dit ingen når
- 2016 – Bamse och häxans dotter (röst)
- 2017 – Jordskott (TV-serie)
- 2018 – Det som göms i snö (TV-serie)
- 2018 – Vår tid är nu (TV-serie)
- 2021 – Young Royals (TV-serie)
- 2021 – Sagan om Karl-Bertil Jonssons julafton
- 2023 – Flykt & drömmar

## Teater

### Roller (ej komplett)
| År   | Roll                                             | Produktion                                                                                         | Regi                  | Teater                 |
| ---- | ------------------------------------------------ | -------------------------------------------------------------------------------------------------- | --------------------- | ---------------------- |
| 1995 |                                                  | Änglar, eller Soporna, staden och döden (Der Müll, die Stadt und der Tod) Rainer Werner Fassbinder | Rickard Günther       | Teater Galeasen        |
| 1997 | Fräulein Kost                                    | Cabaret John Kander, Fred Ebb, Joe Masteroff                                                       | Åsa Kalmér            | Parkteatern            |
| 1998 | Lindsay Fontaine                                 | Makten och härligheten (The Absence of War) David Hare                                             | Benny Fredriksson     | Stockholms stadsteater |
| 2001 | Bondens hustru Hora Kvinnan i klädbutiken Modern | Komisk talang (Comic Potential) Alan Ayckbourn                                                     | Agneta Ehrensvärd     | Dramaten               |
| 2003 | Marknadsutroparen Mormodern                      | Woyzeck Georg Büchner                                                                              | Stefan Larsson        | Dramaten               |
| 2004 | Pa                                               | Tre knivar från Wei Harry Martinson                                                                | Staffan Valdemar Holm | Dramaten               |
| 2005 | Kristin                                          | Fröken Julie August Strindberg                                                                     | Thommy Berggren       | Dramaten               |
| 2006 | Valerie Solanas                                  | Valerie Jean Solanas ska bli president i Amerika Sara Stridsberg                                   | Klaus Hoffmeyer       | Dramaten               |
| 2007 | Masja                                            | Måsen (Чайка, Tjajka) Anton Tjechov                                                                | Stefan Larsson        | Dramaten               |
| 2010 | Barbara Fordham                                  | En familj - August: Osage County (August: Osage County) Tracy Letts                                | Stefan Larsson        | Dramaten               |
| 2012 | Drottningen                                      | Dissekering av ett snöfall Sara Stridsberg                                                         | Tatu Hämäläinen       | Dramaten               |
| 2013 | Brooke Wyeth                                     | Other desert cities Jon Robin Baitz                                                                | Stefan Larsson        | Dramaten               |
| 2014 | Queen Elizabeth                                  | Rickard III (The Life and Death of King Richard the Third) William Shakespeare                     | Stefan Larsson        | Dramaten               |
| 2014 | Medverkande                                      | Ett år av magiskt tänkande (The Year of Magical Thinking) Joan Didion                              | Tatu Hämäläinen       | Dramaten               |
| 2015 | Grevinnan de Saint-Fond                          | Markisinnan de Sade (サド侯爵夫人?, Sado kōshaku fujin) Yukio Mishima                              | Stefan Larsson        | Dramaten               |
| 2016 | Prästen                                          | I lodjurets timma Per Olov Enquist                                                                 | Johannes Holmen Dahl  | Dramaten               |
| 2016 | Mariedl                                          | Presidenterna (Die Präsidentinnen) Werner Schwab                                                   | Staffan Valdemar Holm | Dramaten               |
| 2017 | Petra von Kant                                   | Petra von Kants bittra tårar (Die bitteren Tränen der Petra von Kant) Rainer Werner Fassbinder     | Sunil Munshi          | Dramaten               |
| 2017 | Drottning Elizabeth                              | Rickard III (The Life and Death of King Richard the Third) William Shakespeare                     | Stefan Larsson        | Dramaten               |
| 2018 | Margareta                                        | Höst och vinter Lars Norén                                                                         | Stefan Larsson        | Dramaten               |
| 2018 | Medverkande                                      | De oroliga Linn Ullmann                                                                            | Pernilla August       | Dramaten               |
| 2019 | Fedra                                            | Fedra/Hippolytos Tora von Platen                                                                   | Tatu Hämäläinen       | Dramaten               |
| 2020 |                                                  | Kvinnostaden (La Cité des Dames) Christine de Pizan                                                | Staffan Valdemar Holm | Dramaten               |
| 2021 | Medverkande                                      | Den yttersta minuten Mattias Andersson                                                             | Mattias Andersson     | Dramaten               |
| 2021 | Klytaimnestra                                    | Elektra Hugo von Hofmannsthal                                                                      | Michael Thalheimer    | Dramaten               |
| 2022 | Luka                                             | Natthärbärget (На дне, Na dne) Maksim Gorkij                                                       | János Szász           | Dramaten               |
| 2022 | Alma                                             | Så enkel är kärleken Lars Norén                                                                    | Eva Dahlman           | Maximteatern           |
| 2024 |                                                  | Svindel Sara Stridsberg                                                                            | Rebecka Hemse         | Dramaten               |
| 2024 | Mamma                                            | Vredens druvor (Grapes of Wrath) John Steinbeck                                                    | Mina Salehpour        | Dramaten               |

### Regi
| År   | Produktion | Upphovsmän      | Teater   |
| ---- | ---------- | --------------- | -------- |
| 2009 | Medealand  | Sara Stridsberg | Dramaten |

## Priser och utmärkelser
- 2004 – Expressens teaterpris
- 2007 – Dramatens vänners stipendium
- 2011 – Svenska Dagbladets Thaliapris  för Ett år av magiskt tänkande.[3]
- 2014 – Litteris et Artibus[5]
- 2018 –  Dramatens pris O'Neill-stipendiet.[6]